# Persis pugnax
Persis pugnax är en insektsart som beskrevs av Stsl 1862. Persis pugnax ingår i släktet Persis och familjen Derbidae. Inga underarter finns listade i Catalogue of Life.